# Mon pote Michael Jackson
Mon pote Michael Jackson (France) ou Lobot-Homer (Québec) est le 1er épisode de la saison 3 de la série télévisée d'animation Les Simpson. Il comporte la participation de Michael Jackson qui assure le doublage du personnage de Leon Kompovsky. 
Le 27 janvier 1992, alors que l'épisode allait être rediffusé aux États-Unis, le président américain George H. W. Bush a déclaré : « Nous allons continuer à essayer de renforcer la famille américaine, en faisant le plus de familles américaines ressemblant aux Waltons et le moins aux Simpson ». Les auteurs de la série ont répondu ironiquement sous la forme d'un court extrait diffusé trois jours plus tard, avant la rediffusion, dans lequel Bart disait : « Hé, nous sommes comme les Waltons. Nous prions également pour la fin de la crise. »,
Le 7 mars 2019, à la suite des accusations de pédophilie pesant sur Michael Jackson et diffusées quelques jours plus tôt dans le documentaire Leaving Neverland sur HBO, James L. Brooks (producteur de la série) a décidé d'un commun accord avec Matt Groening et Al Jean (scénaristes) de faire retirer l'épisode des rediffusions. Mon pote Michael Jackson est par conséquent supprimé de la plateforme Disney+, entrainant un décalage des épisodes (Lisa va à Washington devient le 1er épisode de la saison 3 sur la plateforme).

## Synopsis

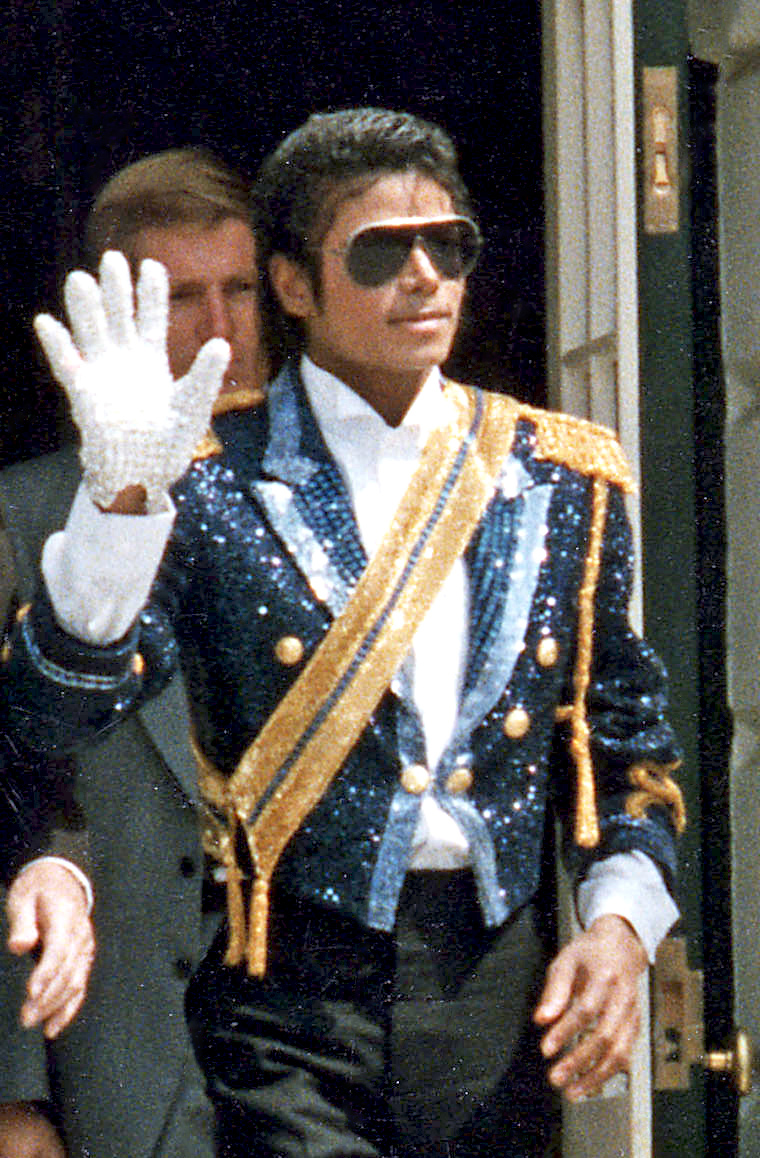
Michael Jackson à la Maison Blanche en Mai 1984

Lisa réveille Bart pour lui signaler que dans deux jours c'est son anniversaire et qu'elle voudrait que cette fois, il lui offre un cadeau. Bart justement a, « presque par erreur », laissé sa casquette rouge vif dans la machine à laver où était posée la chemise de travail d'Homer, ce qui donne une chemise rose bonbon. Contraint d'aller au travail ainsi, Homer se fait tout de suite remarquer par les caméras de surveillance de la centrale et est contraint de venir s'expliquer au sujet de cette tenue « excentrique » devant son patron et son équipe. Le docteur Marvin Monroe convainc M. Burns qu'Homer est un fou dangereux, et qu'il doit être enfermé sans autre forme de procès dans un asile psychiatrique.
Le personnel de l'asile décide de le mettre « dans la même chambre que le gros mec blanc qui se prend pour le petit mec noir ». Quelle n'est pas la surprise d'Homer de découvrir un gros personnage, Leon Kompovsky, se prenant pour Michael Jackson. Pourtant, Homer ne voit pas qui est la personne en question, et est convaincu que ce malade mental est bien le célèbre chanteur. De plus, Leon chante très bien. Le jour où il peut passer un appel, Homer demande à Leon s'il peut appeler pour lui. Malheureusement, c'est Bart qui décroche, et, convaincu que son père est avec le vrai Michael Jackson, il ébruite l'affaire. Le jour où les deux patients sortent de l'hôpital psychiatrique, une foule immense les attend de pied ferme croyant à la venue du vrai Michael Jackson. Une crise s'installe alors chez les Simpson : Bart est en colère contre Leon qui a fait de lui l'ennemi de tous les habitants, et Lisa ne supporte pas que tout le monde ait oublié son anniversaire. Finalement, Leon sauve la situation : il convainc Bart qu'il peut être Michael Jackson et compose avec lui la chanson Happy Birthday Lisa! qu'ils chantent comme cadeau pour Lisa. À la fin de l'épisode, Leon part en avouant qu'il sait très bien qu'il n'est pas Michael Jackson.

## Invité
- Michael Jackson (crédité sous le nom de John Jay Smith): Leon Kompovsky (VF : Thierry Ragueneau)[6]